# Сейді Алі-реїс
Сейді Алі-реїс (осман. سيدي علي رئيس, тур. Seydi Ali Reis, 1498 Галліполі —1563 Стамбул) — османський адмірал і письменник. Також іноді вказується як Катіб-і Румі, Галаталі або Сіді Алі Челебі. Очолював ліве крило османського флоту в переможній морській битві при Превезі в 1538 році. Пізніше він був призначений адміралом Османського флоту в Індійському океані, і в цьому статусі в 1554 році мав декілька сутичок з португальським флотом, що базувався в індійському місті Гоа.
Прославився завдяки своїй літературній діяльності. Він написав книгу «Дзеркало країн» (Mir'ât ül Memâlik, 1557 року), в якій він описав землі, які побачив протягом своєї подорожі суходолом з Індії до Стамбулу, а також книги з навігації та астрономії, такі як "Дзеркало Всесвіту" (Mir'ât-ı Kâinât) та "Книга регіональних морів та наука про астрономію та навігацію" (Kitâb ül Muhit: El Muhit fî İlmi'l Eflâk ve'l Buhûr), які містять інформацію про техніку навігації, методи визначення напрямку, обчислення часу, використання компаса, інформацію про зірки, місячні та сонячні календарі, напрямки вітрів та морські течії, а також інформацію портоланів про порти, гавані, прибережні поселення та острови у різних регіонах Османської Імперії.
Його книги перекладені багатьма мовами світу, зокрема англійською, французькою, італійською, німецькою, грецькою, арабською, перською, урду та бенгальською і вважаються одними з найкращих літературних творів османського періоду.

## Народження
Сейді Алі-реїс народився в Галаті, що знаходиться на протилежній від Стамбулу стороні затоки Золотий Ріг в турецькій родині, яка походила з Сінопу на узбережжі Чорного моря в Туреччині. Його дідом був Терсане Кетюдасі (Tersâne Kethüdâsı - командуючий Османським імператорським військово-морським арсеналом) під час правління султана Мехмеда II, тоді як його батько, Гусейн-реїс, був керівником (Kethüdâ) військово-морського арсеналу (Bahriye Dârü's-Sınaası) у Галаті, на північному березі Золотого Рогу. Кар'єра його батька як високопоставленого моряка та морського інженера мала важливий вплив на майбутнє Сейді Алі, який у молодому віці почав працювати в арсеналі. Окрім інтересу до мореплавства, Сейді Алі також отримав гідну освіту з прикладних наук, таких як математика, астрономія та географія. Він також відзначився в літературі та богослов'ю і був досвідченим поетом.

## Рання кар'єра в османському флоті

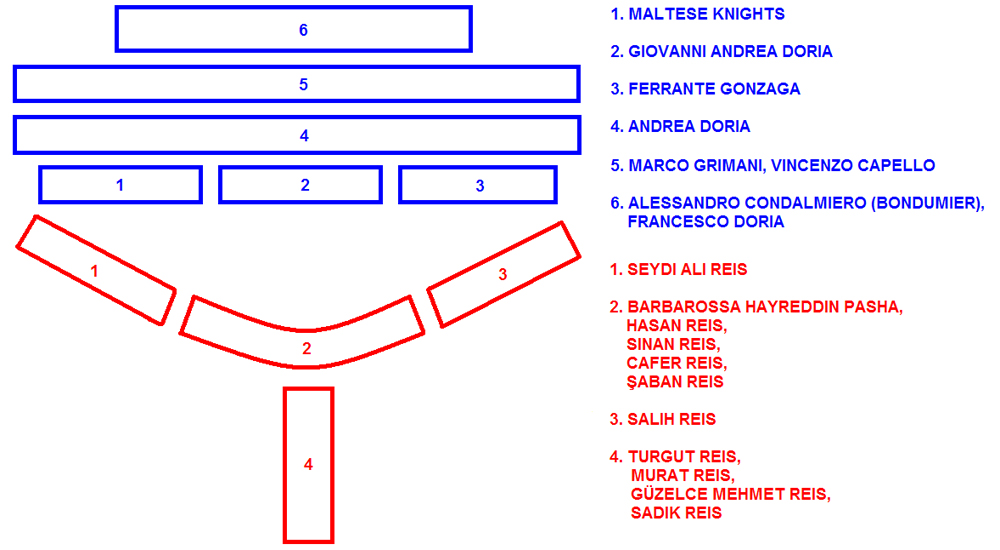
Сейді Алі-реїс командував лівим крилом османського флоту в морській битві при Превезі в 1538 році

З часом Сейді Алі став високопоставленим офіцером військово-морського арсеналу і отримав звання "реїс" (Reis), що присвоювався в османський період капітанам і адміралам Блискучої Порти.
Починаючи з облоги Родосу в 1522 році, Сейді Алі-реїс брав участь в усіх великих морських походах Османського флоту в Середземному морі. Він командував лівим крилом османського флоту Хай ад-Діна Барбаросси, який переміг європейську «Священну лігу» Карла V під командуванням Андреа Доріа в битві при Превезі (1538). Він також командував кількома кораблями флоту Сінан-паші і Тургут-реїса, під час успішної облоги Триполі і звільнення цього міста від об'єднаного гарнізону іспанців та мальтійських лицарів у 1551 році. Згодом він брав участь в османських морських походах на західних узбережжях Середземного моря.
З часом Сейді Алі-реїс був підвищений до статусу керівника морського арсеналу Османської імперії (Azepler Kâtibi, Tersâne Kethüdâsı) і командувача Османським флотом (Hassa Donanma Reisi).

## Адмірал османського флоту в Індійському океані

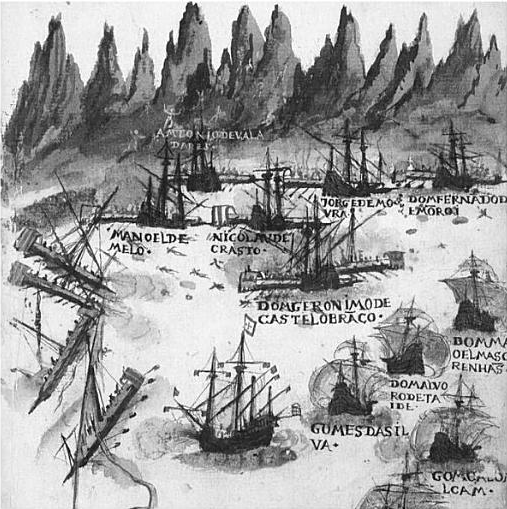
Португальська засідка на галери Сейді Алі-реїса, як зображено в книзі Livro de Lisuarte de Abreu

Під час перебування наприкінці 1552 року Сулеймана Пишного в його зимовій резиденції в Алеппо, Сейді Алі-реїса було призначено новим командуючим Османським флотом Індійського океану, що базувався в Суеці (Єгипет), з додатковими базами в Адені (Ємен) і Басра (Месопотамія). Серед його попередників на цій посаді були відомий османський адмірал і картограф Пірі-реїс та адмірал Коджа Мурат-реїс, які також брали участь у битві при Превезі в 1538 році.
Сейді Ал-реїс відбув з Алеппо 7 грудня 1553 року і, відвідавши численні релігійні святині та важливі міста регіону, нарешті прибув до Басри в Перській затоці на початку лютого 1554 року. Його завдання полягала в тому, щоб перевести 15 османських галер, які були залишені в Басрі у Перській затоці ще Пірі-реїсом, до головного порту османського флоту Індійського океану в Суеці у Червоному морі. Більшість з цих галер були пошкоджені під час попередніх сутичок з португальським флотом в Індійському океані. Сейді Алі-реїс, використовуючи обмежену кількість ресурсів та запасів, які були в той час у Басрі. відремонтував кораблі та оснастив їх новими гарматами, Приблизно через місяць після настання сезону мусонів, Сейді Алі-реїс погрузив війська на галери і відплив в напрямку Червоноо моря. До Ормузької протоки їх супроводжував фрегат Шеріфі-паші. Дорогою до Ормузу Сейді Алі-реїс зупинявся в портах Аравії та Персії, таких як Бахрейн, Дезфул, Шуштар, Бушир, Ель-Катіф, Кіш і Бархата. У цьому районі не було жодних ознак португальської присутності, і судно ескорту Шерифі-паші було відправлено назад у Басру з повідомленням про те, що Ормузьку протоку благополучно пройдено. Відтак 15 галер Сейді Алі-реїса пройшли вздовж узбережжя Джилгар і Джаді в Аравійському морі і через 40 днів після виходу з Басри, тобто 10 числа місяця Рамадан, у другій половині дня раптово зіткнувся з португальським флотом (відправленим з його бази в індійському Гоа), який складався з 4 великих кораблів, 3 галеонів, 6 кораблів охорони та 12 галер — всього 25 суден. Два флоти майже відразу вступили в бій один з одним, і один з португальських галеонів був потоплений під час початкового обміну гарматним вогнем. Запеклий бій, внаслідок якого  обом сторонам було завдано серйозної шкоди, тривав до заходу сонця, коли португальський командир наказав сигнальним гарматним пострілом відступити з відвів свої сили до Ормузької протоки. Османський флот продовжив своє плавання до Хор-Факкана (на території сучасних ОАЕ), де Сейді Алі-реїс поповнив свої кораблі водою,  Через сімнадцять днів після зустрічі з португальським флотом, Сейді Алі-реїс дістався до Маскату і Калхату в ніч на Аль-Кадр, важливу ніч у священному місяці Рамадан. Наступного ранку капітан Куя, син португальського губернатора Маскату, вийшов із гавані з флотом з 12 великих кораблів і 22 галеонів — всього 34 судна з великою кількістю солдат. Незабаром португальські та османські флотилії зійшлися в бою і обидві сторони втратили під час битви 5 суден, вцілілі екіпажі яких були підібрані цілими кораблями відповідних флотів, тоді як деяким з них вдалося добратись до арабського берегу. Через сильну течію та вітер під час бою, обидва флоти були віднесені на схід. Ближче до ночі флот Сейді Алі-реїса, включаючи португальські кораблі, які були захоплені та буксировані за рештою османських галер, дійшов до Оманської затоки, але не отримали дозволу від місцевого губернатора висадитись на берег. Таким чином Сейді Алі-реїс відплив на схід, у бік відкритих морів і, нарешті, досяг берегів Джаша, в провінції Керман, Іран. Незважаючи на довжину узбережжя, Сейді Алі-реїс не міг знайти зручної гавані для стоянки і османські галери блукали приблизно два дні, перш ніж дістатися до Кіш-і Мехрану.

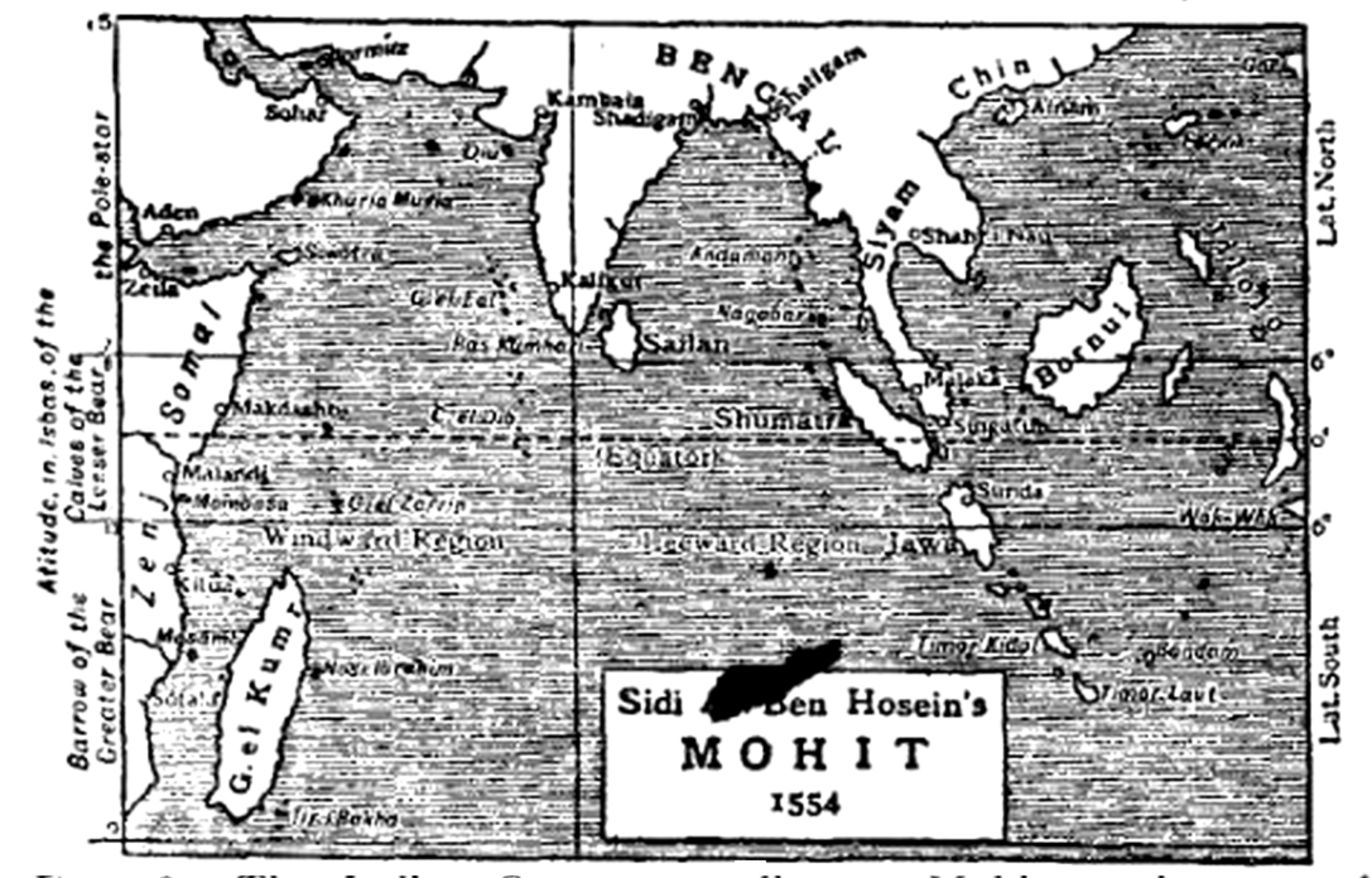
Карта 1911 року, реконструйована з даних книги Сейді Алі-реїса Mohit (Енциклопедія моря, 1554).

Там османи натрапили на бригантину, навантажену здобиччю, вартовий якої побачив і привітав османські галери. Капітан бригантини поставив на кораблі Сейді Алі-реїса воду, що підбадьорило османських солдатів, у яких повністю закінчили запаси. У супроводі капітана бригантини галери Сейді Алі-реїса увійшли до гавані Гвадар на території Белуджистану. Її населяли белуджі, а їхнім очільником був Малік Джелаледдін, син Маліка Динара. Губернатор Гвадара завітав на борт корабля Сейді Алі і запевнив його в незмінній відданості Сулейману Пишному. Він пообіцяв, що відтепер, якщо в будь-який час османський флот прибуде до Ормузу, він зобов'яже надіслати 50 або 60 човнів, щоб забезпечити їх провіантом і готовий в будь-який інший спосіб прислужитись османам. Сейді Алі-реїс написав листа місцевому принцу Джелаледдіну з проханням про лоцмана, після чого до нього було відправлено першокласного штурмана із запевненням, що йому можна цілком довіряти і він повністю відданий інтересам османів.

## Віднесення тайфуном в Гуджарат
Із сприятливим вітром Сейді Алі-реїс залишив порт Гвадар і знову відплив в напрямку Ємену. Флотилія знаходилась в морі кілька днів і майже досягнула Зофара і Шара, коли раптом із заходу піднялася велика буря, відома серед арабів, як Філ Туфані (Тайфун слона). Османський флот був відкинутий назад і не зміг встановити вітрила, навіть трінкетлу (штормові вітрила). Ніч і день були схожі, і через пошкодження кораблів весь баласт довелося викинути за борт.
Протягом десяти днів шторм безперервно лютував і злива не припинялась. Тайфун безперервно відносив кораблі на схід і після виснажливого плавання Сейді Алі-реїса та його людей віднесло в напрямку Гуджарата в Індії — проте куди саме вони, однак, не знали. Сейді Алі-реїс вирішив рушити до Індії — належним чином взявши до уваги припливи та течії, і, ретельно вивчивши карти, він дійшов висновку, що вони не можуть бути дуже далеко з материкової частини Індії. Коли погода трохи прояснилася, вони опинились приблизно в 2 милях від порту Даман, штат Гуджарат, Індія. Інші кораблі вже прибули, але деякі галери були заболочені недалеко від берега, і вони викинули за борт весла, човни та бочки, уламки яких врешті-решт винесли на берег швидко піднімаючись припливом. Сейді Алі-реїс та його люди були змушені лежати ще п'ять днів і п'ять ночей, піддаючись сильному весняному припливу, що супроводжувався потоками дощів; адже вони були зараз у мусоні, або «сезоні дощів» Індії, і для цього не залишалося нічого іншого, як підкоритись своїй долі. За весь цей час вони жодного разу не бачили ні сонця вдень, ні зірок вночі; вони не могли користуватися ні годинником, ні компасом, і всі на борту очікували найгіршого. Здавалося дивом, що з 3 суден, що лежали там, перекинувшись на боки, зрештою весь екіпаж благополучно висадився.

## Перебування в Гуджараті
Після висадки в Гуджараті Сейді Алі-реїс відвідав фортецю Даман і отримав від Маліка Еседа, губернатора Дамана,  дозвіл собі і своїм людям вільно пересуватись  по узбережжю і в глибині материка в обмін на обіцянку залишити Маліку гармати зі своїх кораблів. Багато членів екіпажу Сейді Алі-реїса вирішили залишитися в Гуджараті і вступити на службу до Маліка Еседа. Сам Сейді Алі-реїс відплив до Сурата з кількома вірними членами екіпажу, які залишились на борту його корабля. Вони досягли Сурата через 3 місяці після виходу з Басри.
В Сураті Сейді Алі-реїс встановив добрі стосунки з султаном Ахмадом Шахом III, 12-річним новим правителем Гуджарата, сходження на престол якого було оскаржене придворним Насір-уль-Мульком, який одночасно оголосив себе новим султаном і захопив твердиню Бурудж. Насір-уль-Мулк запропонував португальцям прибережні порти Гуджарата в обмін на підтримку проти молодого султана Ахмеда, який негайно зібрав армію для походу на Бурудж. Коли султану повідомили про прибуття османів, він забрав із їх складу 200 артилеристів та інших солдатів і вирушив у похід на Бурудж. На третій день на Сейді Алі-реїса та його людей, які залишились в Сураті напав португальський флот в складі 7 великих галеонів та 80 допоміжних кораблів. Османи перейшли на берег, встановии намети і почали рити траншеї та окопи для оборони. Цілих два місяці Сейді Алі-реїс та його люди були зайняті підготовкою до бою. Тим часом султан Ахмед взяв Бурудж і відправив двох своїх офіцерів Худавенда і Джихангіра зі слонами та військами до Сурату, тоді як сам він вирушив до Ахмедабада, де ти часом піднялось повстання. Після того, як повстання було придушене, султан Ахмед зайняв свій трон, а узурпатор Насір-уль-Мульк помер, у Гуджараті знову відновився мир.
Коли португальці дізнались про це, вони послали посланника до Худавенд-хана, щоб повідомити, що метою їх нападу був не сам Сурат, а  головним чином османський ажмірал та його люди. Португальці вимагали від індусів видати їм Сейді Алі-реїса, але їх вимогу було відхиллено. Виявилося, що втіклий християнський навідник з одного з кораблів Сейді Алі-реїса записався на корабель португальського посланника, і, знаючи багато справи про справи османів, він зобов'язався не допустити їх від'їзду з Індії після свято Курбан (Ід).
Війська Сейді Алі-реїса почали втрачати надію на повернення і ставали дедалі незадоволенішими. У Сураті Худавенд-хан платив їм від 50 до 60 пунктів на день, а в Буруджі Аділ-хан робив те саме. Нарешті їх натягнуті почуття вибухнули, і вони аргументували наступне: "Зараз майже два роки, як ми отримали будь-яку зарплату, наші товари втрачені, а кораблі розібрані; корпуси старі, і наше повернення в Єгипет практично зробив неможливим ". Нарешті, більша частина членів екіпажу Сейді Алі-реїса пройшла службу в Гуджараті, де вони вирішили залишитися.
Безлюдні кораблі з усім їх обладнанням та озброєнням були передані Худавенд-хану за умови, що він повинен негайно передати Блискучій Порті узгоджену ціну за продаж кораблів.

## Повернення суходолом в Османську імперію
Отримавши супроводжувальні листи як від Худавенд-хана, так і від Аділа-хана, Сейді Алі-реїс вирушив наприкінці листопада 1554 р. до Ахмедабада  У супроводі Мустафи Аги, кетюди (головного офіцера) яничарів, та Алі Аги, капітана артилеристів (обидва вони залишились вірними Сейді Алі-реїсу), разом з ще близько 50 членами команди. За кілька днів вони дістались з Буруджа в Вадорадару, а звідти вирушили до Чампанера.
Після мандрівки, яка супроводжувалась різноманітними труднощами та перешкодами, вони нарешті прибули в Махмудабад, звідки здійснили 50-денну подорож в Ахмедабад, столицю Гуджарата. Там Сейді Алі-реї відвідав султана, його великого візира Імад-уль-Мулька та інших високопоставлених осіб. Султан, якому Сейді Алі-реїс вручив вірчі грамоти, прийняв його люб'язно і запевнив у відданості Сулейману Пишному. Він надав Сейді Алі-реїсу коня, команду верблюдів і гроші на подорож. Через кілька днів після цього султан Ахмад запропонував Сейді Алі-реїсу командування провінцією Бурудж з дуже великим доходом, але Сейді люб'язно відмовився від щедрої пропозиції.
Серед вчених людей землі баніанців існувало плем'я, яке вони називали "бхатами", чия робота полягала в супроводі купців або мандрівників з однієї землі в іншу, і за дуже невелику винагороду вони гарантували їм ідеальну безпеку. Мусульмани Ахмедабаду дали в супровід Сейді Алі-реїсу двох провідників-бхата, і з ними, приблизно в середині Сафара цього року, Сейді Алі-реї розпочав свою сухопутну подорож до Османської імперії.
Сейді Алі-реїс та решта його нечисленних супутників спочатку вирушили до Лахору, а звідти до Делі, щоб отримати дозвіл на проїзд через землі тимуридського падишаха Імперії Великих Моголів Хумаюна, який прийняв їх з гостинністю та ввічливістю, і чию не менш щедру пропозицію роботи Сейді Алі-реїс та його люди також люб'язно відхилили. У лютому 1556 р. Сейді Алі-реїс вирушив до Кабула, звідки направився спочатку до Самарканда, а згодом до Бухари, де загін узбеків напав на його людей. Незважаючи на цю початкову ворожість у Трансоксіані, Сейді Алі-реїс та його люди були тепло прийняті та протягом 15 днів гостили у правителя Бухари Сеїда Бурхана. Звідти Сейді Алі-реїс мандрував через Хорезм, Хорасан, Месопотамію та Анатолію, нарешті діставшись до Константинополя через два роки та три місяці з моменту, коли вони залишили Сурат і Індії.
Опинившись у Константинополі, Сейді Алі-реїс хотів з'явитись перед Сулейманом І і висловити свої вибачення за загибель його флоту. Дізнавшись, що султан знаходиться в Одріні (Адріанополь), Сейді Алі-реїс направився туди і представив листи, адресовані Сулейману 18 султанами і правителями країн, через які він пройшов під час своєї тривалої і важкої подорожі додому.
Султан Сулейман прийняв Сейді Алі-реїса з розумінням і співчуттям і призначив його Мютеферрікою Дерґа-Іла, з щоденною зарплатою в 80 акч. Султан також наказав також виплатити 4-річну зарплату (улуф) за весь час відсутності Сейді Алі-реїса..

## Останні дні

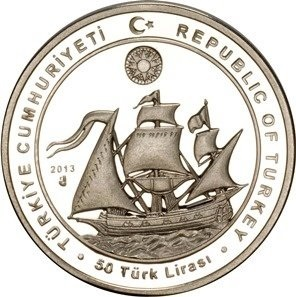
Флагман Сейді Алі-реїса на монеті 50 лір

У 1560 р. Рустем-паша домагався, щоб Сейді Алі-реїса було знову призначено адміралом флоту Індійського океану, але губернатор Єгипту Софу Хадим Алі-паша заблокував цей крок. Натомість верховним  командувачем флоту Індійського океану Османської імперії було призначено Сефер-реїса.
У цей період Сейді Алі-реїс написав свої відомі книги, такі як Mir'ât ül Memâlik (Дзеркало країн, 1557). Він також написав багато віршів під прізвиськом Катіб-і Румі (Букман Анатолії).
Сейді Алі-реїс помер у Константинополі в січні 1563 року.

## Дивитися також
- Османські морські експедиції в Індійському океані
- Битва при Превезі (1538)
- Облога Мальти
- Кемаль-реїс
- Салман-реїс